# Đối thủ tình trường
Đối thủ tình trường là phim truyền hình Trung Quốc phát hành năm 2013, chuyển thể từ tiểu thuyết cùng tên của nhà văn mạng Lan Nhược Tiểu Thiến, bộ phim truyền hình của Hoa Sách được ra mắt vào ngày 12 tháng 5 năm 2012 tại Bắc Kinh, kết thúc vào tháng 9 năm 2012, với Vương Tử Văn, Hoàng Hiên, Hoàng Giác, Đặng Tụy Văn,Hoàng Mãnh, Khổng Duy và Ân Diệp Tử diễn chính. Vào ngày 27 tháng 7 năm 2013 trên kênh truyền hình vệ tinh Hà Bắc và truyền hình Hạ Môn phát sóng lần đầu tiên .

## Nội dung
"Đối thủ tình trường" kể về một nhân viên thực tập của siêu thị Quần Tinh là Hạ Đóa Đóa có khả năng nhớ đơn giá của tất cả sản phẩm nhưng lại không biết cách làm hài lòng cấp trên nên cơ hội cô trở thành nhân viên chính thức rất mong manh. Trong lúc đó một cửa hàng trưởng tên Trịnh Mặc xuất hiện. Thân phận anh này thật bí hiểm và gây cho Đóa Đóa rất nhiều phiền phức vì luôn bắt bẻ người khác. Đóa Đóa và Trịnh Mặc trở thành kỳ phùng địch thủ, thường xuyên có những cuộc đụng đổ nảy lửa. Do kinh doanh không có lợi nhuận nên tập đoàn có kế hoạch đóng cửa siêu thị. Lúc này Đóa Đóa, Trịnh Mặc và cấp trên, 3 người cùng cảnh ngộ mới thông cảm và giúp đỡ nhau khiến không khí của siêu thị tràn đầy hạnh phúc và tiếng cười .

## Lịch phát sóng
| Kênh                       | Quốc gia   | Ngày                      | Giờ                       | Ghi chú        |
| -------------------------- | ---------- | ------------------------- | ------------------------- | -------------- |
| Truyền hình vệ tinh Hà Bắc | Trung Quốc | Ngày 27 tháng 7 năm 2013  | 19:30                     | 3 tập một ngày |
| Hạ Môn TV                  | Trung Quốc | Ngày 27 tháng 7 năm 2013  | 19:30                     | 2 tập một ngày |
| ONTV                       | Đài Loan   | Ngày 21 tháng 10 năm 2013 | Thứ Hai đến Thứ Sáu 22:00 |                |

## Diễn viên
| Diễn viên        | Vai                         | Ghi chú                                      |
| ---------------- | --------------------------- | -------------------------------------------- |
| Hoàng Hiên       | Trịnh Mặc                   | Thích Đóa Đóa                                |
| Vương Tử Văn     | Hạ Đóa Đóa                  | Tên tiếng Anh là Vike, tên thật là Tịch Nhan |
| Hoàng Giác       | Cảnh Tử Hàng/Trịnh Nghiễn   | Anh em cùng cha khác mẹ của Trịnh Mặc        |
| Đặng Tụy Văn     | Tô San Na/Tô Đạm Vân        | Mẹ của Đóa Đóa                               |
| Khổng Duy        | Giang Nhược Thủy            | Nhà quản lý                                  |
| Hoàng Mãnh       | Vương Thủ Tiên/Billy        | Nhà quản lý, thích Điền Ti Ti                |
| Ân Diệp Tử       | Điền Ti Ti                  | Bạn thân của Đóa Đóa                         |
| Lý Cẩm Phi       | Hách Man                    | Bạn thân của Trịnh Mặc                       |
| Lý Trạch Phong   | Cung Thành                  | Biên kịch, bạn trai cũ của Đóa Đóa           |
| Hứa Đệ           | Mẹ của Trịnh Mặc            |                                              |
| Lý Viện          | Tang Khả Nhu                |                                              |
| Diêu An Liên     | Cha đơn thân của Hạ Đóa Đóa |                                              |
| Lâm Đống Phủ     | Lôi Mông                    | Bạn trai cũ của Giang Nhược Thủy             |
| Phùng Hinh Dao   | Người phụ nữ đẹp            | Con gái nhà đầu tư                           |
| Lữ Bình          | Vương tiểu thư              | Nhân viên siêu thị                           |
| Vương Tử         | Tiểu Lệ                     | Đồng nghiệp của Đáo Đáo                      |
| Vương Nam        | Tôn Quốc Phú                | Bảo vệ cửa hàng                              |
| Trương Châm      | Bạch Khang                  | Ông chủ phiền toái của Điền Ti Ti            |
| Lưu Sảng         | Thư ký                      |                                              |
| Vương Quốc Cương | Lưu tổng                    |                                              |
| Vu Xuân          | Triệu tổng                  |                                              |
| Trương Bảo Long  | Tiểu Hải                    |                                              |
| Trần Hồng An     | Ông chủ lò than             |                                              |
| Vũ Chấn Tố       | Cha của Tang Khả Nhu        |                                              |
| Quan Hồng        | Mẹ của Tang Khả Nhu         |                                              |
| Dương Tự Thần    | Lễ tân                      |                                              |
| Vệ Quốc          | Quản lý Dương               | Xuất hiện ở tập 17                           |
| Ngô Lam          | Tiểu Lý                     |                                              |

## Nhạc phim
| STT | Tên                               | Soạn nhạc      | Lời     | Trình bày       |
| --- | --------------------------------- | -------------- | ------- | --------------- |
| 1.  | Chuyện xưa của chúng mình （OST） | Đổng Đông Đông | Trần Hi | Hứa Hạc Tân     |
| 2.  | Yêu sai （Endtheme）              | Đổng Đông Đông | Trần Hi | Quyền Chấn Đông |
| 3.  | 不要了（Sáp khúc)                 | Đổng Đông Đông | Trần Hi | Hoàng Hiên      |
| 4.  | 做我的爱情对手（Sáp khúc）        | Đổng Đông Đông | Trần Hi | Lộ Mặc Y        |